# (59804) Dickjoyce
(59804) Dickjoyce est un astéroïde de la ceinture principale.

## Description
(59804) Dickjoyce est un astéroïde de la ceinture principale. Il fut découvert le 5 septembre 1999 à Fountain Hills (Arizona) par Charles W. Juels. Il présente une orbite caractérisée par un demi-grand axe de 3,19 UA, une excentricité de 0,06 et une inclinaison de 9,4° par rapport à l'écliptique.

## Compléments